# Куперен, Маргарита Луиза
Маргарита Луиза Куперен (фр. Marguerite-Louise Couperin; 1676, Париж — 30 мая 1728, Версаль) — французская певица-сопрано и клавесинистка, происходившая из музыкально одаренной семейной династии Куперенов. Француз Эврар Титон дю Тийе в своей книге 1732 года Le Parnasse françois описывает её как «одну из самых знаменитых музыкантов нашего времени, которая пела с замечательным вкусом и прекрасно играла на клавесине».
Её учителем музыки был Жан-Батист Моро (1656—1733).
Она была двоюродной сестрой композитора Франсуа Куперена и сотрудничала с ним, исполняя партии сопрано в его церковных вокальных произведениях. Партии сопрано, написанные для неё, исключительно высоки и требуют большой чистоты тона.
Старшая кузина Маргариты Антуанетты Куперен. Вместе они упомянуты в композиции «Этаж наследия» Джуди Чикаго.
Королевская капелла обычно не разрешала женщинам принимать участие в представлениях, вместо этого использовались фальцеты и кастраты. В силу таланта для неё, а также для двух дочерей Мишеля Ришара Делаланда, Мари-Анны и Жанны, было сделано исключение.